# فهرست کشورها و قلمروها بر پایه نسبت مرز به مساحت
در اینجا فهرست کشورها بر پایه نسبت مرز به مساحت ارائه شده‌است. نسبت مرزی به مساحت بالا بدین معنی است که کشور یا قلمرو یاد شده نسبت به مساحت آن مرز طولانی دارد. نسبت مرز به مساحت صفر نشان می‌دهد که این کشور هیچ مرز زمینی ندارد.
کشورها یا قلمروهایی که فقط توسط پل‌ها یا مسیر دیگر انسان‌ساز به هم متصل هستند، دارنده مرزهای زمینی با یکدیگر نیستند.

## فهرست
| رتبه | کشور یا قلمرو                                  | درازای مرز (کیلومتر) | مساحت (کیلومتر مربع) | نسبت مرز به مساحت (کیلومتر/کیلومتر مربع) |
| ---- | ---------------------------------------------- | -------------------- | -------------------- | ---------------------------------------- |
| ۱    | واتیکان                                        | ۳٫۲                  | ۰٫۴۴                 | ۷٫۲۷۲۷۲۷۳                                |
| ۲    | موناکو                                         | ۴٫۴                  | ۲                    | ۲٫۲۰۰۰۰۰۰                                |
| ۳    | سان مارینو                                     | ۳۹                   | ۶۱                   | ۰٫۶۳۹۳۴۴۳                                |
| ۴    | لیختنشتاین                                     | ۷۶                   | ۱۶۰                  | ۰٫۴۷۵۰۰۰۰                                |
| ۵    | سینت مارتن (هلند)                              | ۱۰٫۲                 | ۳۴                   | ۰٫۳۰۰۰۰۰۰                                |
| ۶    | آندورا                                         | ۱۲۰٫۳                | ۴۶۸                  | ۰٫۲۵۷۰۵۱۳                                |
| ۷    | جبل‌الطارق (بریتانیا)                           | ۱٫۲                  | ۶                    | ۰٫۲۰۰۰۰۰۰                                |
| ۸    | سن مارتن (فرانسه)                              | ۱۰٫۲                 | ۵۴                   | ۰٫۱۸۸۸۸۸۹                                |
| ۹    | لوکزامبورگ                                     | ۳۵۹                  | ۲۵۸۶                 | ۰٫۱۳۸۸۲۴۴                                |
| ۱۰   | فلسطین                                         | ۴۶۶                  | ۶۲۲۰                 | ۰٫۰۷۴۹۱۹۶                                |
| ۱۱   | برونئی                                         | ۳۸۱                  | ۵۷۶۵                 | ۰٫۰۶۶۰۸۸۵                                |
| ۱۲   | اسلوونی                                        | ۱۳۳۴                 | ۲۰۲۷۳                | ۰٫۰۶۵۸۰۱۸                                |
| ۱۳   | گامبیا                                         | ۷۴۰                  | ۱۱۲۹۵                | ۰٫۰۶۵۵۱۵۷                                |
| ۱۴   | کوزوو                                          | ۷۰۱                  | ۱۰۸۸۷                | ۰٫۰۶۴۳۸۸۷                                |
| ۱۵   | اسرائیل                                        | ۱۰۱۷                 | ۲۰۷۷۰                | ۰٫۰۴۸۹۶۴۹                                |
| ۱۶   | بلژیک                                          | ۱۳۸۵                 | ۳۰۵۲۸                | ۰٫۰۴۵۳۶۸۲                                |
| ۱۷   | مونتنگرو                                       | ۶۲۵                  | ۱۳۸۱۲                | ۰٫۰۴۵۲۵۰۵                                |
| ۱۸   | سوئیس                                          | ۱۸۵۲                 | ۴۱۲۸۴                | ۰٫۰۴۴۸۶۰۰                                |
| ۱۹   | لبنان                                          | ۴۵۴                  | ۱۰۴۵۲                | ۰٫۰۴۳۴۳۶۷                                |
| ۲۰   | ارمنستان                                       | ۱۲۵۴                 | ۲۹۷۴۳                | ۰٫۰۴۲۱۶۱۲                                |
| ۲۱   | مولداوی                                        | ۱۳۸۹                 | ۳۳۸۴۶                | ۰٫۰۴۱۰۳۸۸                                |
| ۲۲   | کرواسی                                         | ۲۱۹۷                 | ۵۶۵۹۴                | ۰٫۰۳۸۸۲۰۴                                |
| ۲۳   | بروندی                                         | ۹۷۴                  | ۲۷۸۳۴                | ۰٫۰۳۴۹۹۳۲                                |
| ۲۴   | رواندا                                         | ۸۹۳                  | ۲۶۳۳۸                | ۰٫۰۳۳۹۰۵۴                                |
| ۲۵   | اسلواکی                                        | ۱۵۲۴                 | ۴۹۰۳۷                | ۰٫۰۳۱۰۷۸۶                                |
| ۲۶   | اسواتینی                                       | ۵۳۵                  | ۱۷۳۶۴                | ۰٫۰۳۰۸۱۰۹                                |
| ۲۷   | اتریش                                          | ۲۵۶۲                 | ۸۳۸۷۱                | ۰٫۰۳۰۵۴۶۹                                |
| ۲۸   | لسوتو                                          | ۹۰۹                  | ۳۰۳۵۵                | ۰٫۰۲۹۹۴۵۶                                |
| ۲۹   | مقدونیه                                        | ۷۶۶                  | ۲۵۷۱۳                | ۰٫۰۲۹۷۹۰۴                                |
| ۳۰   | بنگلادش                                        | ۴۲۴۶                 | ۱۴۳۹۹۸               | ۰٫۰۲۹۴۸۶۵                                |
| ۳۱   | توگو                                           | ۱۶۴۷                 | ۵۶۷۸۵                | ۰٫۰۲۹۰۰۴۱                                |
| ۳۲   | بوسنی و هرزگوین                                | ۱۴۵۹                 | ۵۱۱۹۷                | ۰٫۰۲۸۴۹۷۸                                |
| ۳۳   | بوتان                                          | ۱۰۷۵                 | ۳۸۳۹۴                | ۰٫۰۲۷۹۹۹۲                                |
| ۳۴   | هنگ کنگ (چین)                                  | ۳۰                   | ۱۱۰۴                 | ۰٫۰۲۷۱۷۳۹                                |
| ۳۵   | کویت                                           | ۴۶۲                  | ۱۷۸۱۸                | ۰٫۰۲۵۹۲۸۸                                |
| ۳۶   | السالوادور                                     | ۵۴۵                  | ۲۱۰۴۱                | ۰٫۰۲۵۹۰۱۸                                |
| ۳۷   | تاجیکستان                                      | ۳۶۵۱                 | ۱۴۳۱۰۰               | ۰٫۰۲۵۵۱۳۶                                |
| ۳۸   | آلبانی                                         | ۷۲۰                  | ۲۸۷۴۸                | ۰٫۰۲۵۰۴۵۲                                |
| ۳۹   | هلند                                           | ۱۰۲۷                 | ۴۱۵۲۸                | ۰٫۰۲۴۷۳۰۳                                |
| ۴۰   | مالاوی                                         | ۲۸۸۱                 | ۱۱۸۴۸۴               | ۰٫۰۲۴۳۱۵۵                                |
| ۴۱   | جمهوری چک                                      | ۱۸۸۱                 | ۷۸۸۶۵                | ۰٫۰۲۳۸۵۰۹                                |
| ۴۲   | مجارستان                                       | ۲۱۷۱                 | ۹۳۰۲۸                | ۰٫۰۲۳۳۳۷۱                                |
| ۴۳   | جمهوری آذربایجان                               | ۲۰۱۳                 | ۸۶۶۰۰                | ۰٫۰۲۳۲۴۴۸                                |
| ۴۴   | صربستان                                        | ۲۰۲۷                 | ۸۸۳۶۱                | ۰٫۰۲۲۹۴۰۰                                |
| ۴۵   | بلیز                                           | ۵۱۶                  | ۲۲۹۶۶                | ۰٫۰۲۲۴۶۸۰                                |
| ۴۶   | جیبوتی                                         | ۵۱۶                  | ۲۳۲۰۰                | ۰٫۰۲۲۲۴۱۴                                |
| ۴۷   | لائوس                                          | ۵۰۸۳                 | ۲۳۶۸۰۰               | ۰٫۰۲۱۴۶۵۴                                |
| ۴۸   | گرجستان                                        | ۱۴۶۱                 | ۶۹۷۰۰                | ۰٫۰۲۰۹۶۱۳                                |
| ۴۹   | گینه بیسائو                                    | ۷۲۴                  | ۳۶۱۲۵                | ۰٫۰۲۰۰۴۱۵                                |
| ۵۰   | نپال                                           | ۲۹۲۶                 | ۱۴۷۱۸۱               | ۰٫۰۱۹۸۸۰۳                                |
| ۵۱   | لیتوانی                                        | ۱۲۷۳                 | ۶۵۳۰۰                | ۰٫۰۱۹۴۹۴۶                                |
| ۵۲   | قرقیزستان                                      | ۳۸۷۸                 | ۱۹۹۹۵۱               | ۰٫۰۱۹۳۹۴۸                                |
| ۵۳   | گینه استوایی                                   | ۵۳۹                  | ۲۸۰۵۱                | ۰٫۰۱۹۲۱۵۰                                |
| ۵۴   | اردن                                           | ۱۶۳۵                 | ۸۹۳۴۲                | ۰٫۰۱۸۳۰۰۵                                |
| ۵۵   | لاتویا                                         | ۱۱۵۰                 | ۶۴۵۵۹                | ۰٫۰۱۷۸۱۳۲                                |
| ۵۶   | بنین                                           | ۱۹۸۹                 | ۱۱۲۶۲۲               | ۰٫۰۱۷۶۶۰۸                                |
| ۵۷   | قبرس                                           | ۱۵۲                  | ۹۲۵۱                 | ۰٫۰۱۶۴۳۰۷                                |
| ۵۸   | بلغارستان                                      | ۱۸۰۸                 | ۱۱۰۸۷۹               | ۰٫۰۱۶۳۰۶۱                                |
| ۵۹   | کنگو                                           | ۵۵۰۴                 | ۳۴۲۰۰۰               | ۰٫۰۱۶۰۹۳۶                                |
| ۶۰   | گواتمالا                                       | ۱۶۸۷                 | ۱۰۸۸۸۹               | ۰٫۰۱۵۴۹۲۸                                |
| ۶۱   | تیمور شرقی                                     | ۲۲۸                  | ۱۴۸۷۴                | ۰٫۰۱۵۳۲۸۸                                |
| ۶۲   | لیبریا                                         | ۱۵۸۵                 | ۱۱۱۳۶۹               | ۰٫۰۱۴۲۳۲۰                                |
| ۶۳   | کامبوج                                         | ۲۵۷۲                 | ۱۸۱۰۳۵               | ۰٫۰۱۴۲۰۷۲                                |
| ۶۴   | گویان فرانسه (فرانسه)                          | ۱۱۸۳                 | ۸۳۵۳۴                | ۰٫۰۱۴۱۶۱۹                                |
| ۶۵   | ویتنام                                         | ۴۶۳۹                 | ۳۳۱۲۱۲               | ۰٫۰۱۴۰۰۶۱                                |
| ۶۶   | استونی                                         | ۶۳۳                  | ۴۵۲۲۷                | ۰٫۰۱۳۹۹۶۱                                |
| ۶۷   | بلاروس                                         | ۲۹۰۰                 | ۲۰۷۶۰۰               | ۰٫۰۱۳۹۶۹۲                                |
| ۶۸   | ازبکستان                                       | ۶۲۲۱                 | ۴۴۷۴۰۰               | ۰٫۰۱۳۹۰۴۸                                |
| ۶۹   | کره شمالی                                      | ۱۶۷۳                 | ۱۲۰۵۳۸               | ۰٫۰۱۳۸۷۹۴                                |
| ۷۰   | اریتره                                         | ۱۶۲۶                 | ۱۱۷۶۰۰               | ۰٫۰۱۳۸۲۶۵                                |
| ۷۱   | گینه                                           | ۳۳۹۹                 | ۲۴۵۸۵۷               | ۰٫۰۱۳۸۲۵۱                                |
| ۷۲   | هندوراس                                        | ۱۵۲۰                 | ۱۱۲۴۹۲               | ۰٫۰۱۳۵۱۲۱                                |
| ۷۳   | سنگال                                          | ۲۶۴۰                 | ۱۹۶۷۲۲               | ۰٫۰۱۳۴۲۰۰                                |
| ۷۴   | سیرالئون                                       | ۹۵۸                  | ۷۱۷۴۰                | ۰٫۰۱۳۳۵۳۸                                |
| ۷۵   | پرتغال                                         | ۱۲۱۴                 | ۹۲۰۹۰                | ۰٫۰۱۳۱۸۲۸                                |
| ۷۶   | هائیتی                                         | ۳۶۰                  | ۲۷۷۵۰                | ۰٫۰۱۲۹۷۳۰                                |
| ۷۷   | کاستاریکا                                      | ۶۳۹                  | ۵۱۱۰۰                | ۰٫۰۱۲۵۰۴۹                                |
| ۷۸   | سوریه                                          | ۲۲۵۳                 | ۱۸۵۱۸۰               | ۰٫۰۱۲۱۶۶۵                                |
| ۷۹   | بورکینافاسو                                    | ۳۱۹۳                 | ۲۷۲۹۶۷               | ۰٫۰۱۱۶۹۷۴                                |
| ۸۰   | گویان                                          | ۲۴۶۲                 | ۲۱۴۹۶۹               | ۰٫۰۱۱۴۵۲۸                                |
| ۸۱   | ماکائو (چین)                                   | ۰٫۳۴                 | ۳۰                   | ۰٫۰۱۱۳۳۳۳                                |
| ۸۲   | اوگاندا                                        | ۲۶۹۸                 | ۲۴۱۵۵۰               | ۰٫۰۱۱۱۶۹۵                                |
| ۸۳   | رومانی                                         | ۲۵۰۸                 | ۲۳۸۳۹۱               | ۰٫۰۱۰۵۲۰۵                                |
| ۸۴   | سورینام                                        | ۱۷۰۷                 | ۱۶۳۸۲۰               | ۰٫۰۱۰۴۲۰۰                                |
| ۸۵   | امارات متحده عربی                              | ۸۶۷                  | ۸۳۶۰۰                | ۰٫۰۱۰۳۷۰۸                                |
| ۸۶   | آلمان                                          | ۳۶۲۱                 | ۳۵۷۱۱۴               | ۰٫۰۱۰۱۳۹۶                                |
| ۸۷   | کامرون                                         | ۴۵۹۱                 | ۴۷۵۴۴۲               | ۰٫۰۰۹۶۵۶۳                                |
| ۸۸   | ساحل عاج                                       | ۳۱۱۰                 | ۳۲۲۴۶۳               | ۰٫۰۰۹۶۴۴۵                                |
| ۸۹   | پاراگوئه                                       | ۳۹۲۰                 | ۴۰۶۷۵۲               | ۰٫۰۰۹۶۳۷۳                                |
| ۹۰   | گابون                                          | ۲۵۵۱                 | ۲۶۷۶۶۸               | ۰٫۰۰۹۵۳۰۵                                |
| ۹۱   | مالزی                                          | ۳۱۴۷                 | ۳۳۰۸۰۳               | ۰٫۰۰۹۵۱۳۲                                |
| ۹۲   | تایلند                                         | ۴۸۶۳                 | ۵۱۳۱۲۰               | ۰٫۰۰۹۴۷۷۳                                |
| ۹۳   | نیکاراگوئه                                     | ۱۲۳۱                 | ۱۳۰۳۷۳               | ۰٫۰۰۹۴۴۲۱                                |
| ۹۴   | یونان                                          | ۱۲۲۸                 | ۱۳۱۹۵۷               | ۰٫۰۰۹۳۰۶۱                                |
| ۹۵   | لهستان                                         | ۲۷۸۸                 | ۳۱۲۶۸۵               | ۰٫۰۰۸۹۱۶۳                                |
| ۹۶   | غنا                                            | ۲۰۹۴                 | ۲۳۸۵۳۳               | ۰٫۰۰۸۷۷۸۷                                |
| ۹۷   | تونس                                           | ۱۴۲۴                 | ۱۶۳۶۱۰               | ۰٫۰۰۸۷۰۳۶                                |
| ۹۸   | برمه                                           | ۵۸۷۶                 | ۶۷۶۵۷۸               | ۰٫۰۰۸۶۸۴۹                                |
| ۹۹   | اوروگوئه                                       | ۱۵۶۴                 | ۱۸۱۰۳۴               | ۰٫۰۰۸۶۳۹۳                                |
| ۱۰۰  | پاکستان                                        | ۶۷۷۴                 | ۷۹۶۰۹۵               | ۰٫۰۰۸۵۰۹۰                                |
| ۱۰۱  | افغانستان                                      | ۵۵۲۹                 | ۶۵۲۲۳۰               | ۰٫۰۰۸۴۷۷۱                                |
| ۱۰۲  | آفریقای مرکزی                                  | ۵۲۰۳                 | ۶۲۲۹۸۴               | ۰٫۰۰۸۳۵۱۷                                |
| ۱۰۳  | عراق                                           | ۳۶۵۰                 | ۴۳۸۳۱۷               | ۰٫۰۰۸۳۲۷۳                                |
| ۱۰۴  | شیلی                                           | ۶۱۷۱                 | ۷۵۶۱۰۲               | ۰٫۰۰۸۱۶۱۶                                |
| ۱۰۵  | فنلاند                                         | ۲۶۹۰                 | ۳۳۸۴۲۴               | ۰٫۰۰۷۹۴۸۶                                |
| ۱۰۶  | نروژ                                           | ۲۵۵۱                 | ۳۲۳۸۰۲               | ۰٫۰۰۷۸۷۸۳                                |
| ۱۰۷  | زیمبابوه                                       | ۳۰۶۶                 | ۳۹۰۷۵۷               | ۰٫۰۰۷۸۴۶۳                                |
| ۱۰۸  | اکوادور                                        | ۲۰۱۰                 | ۲۵۶۳۶۹               | ۰٫۰۰۷۸۴۰۳                                |
| ۱۰۹  | اوکراین                                        | ۴۶۶۳                 | ۶۰۳۵۰۰               | ۰٫۰۰۷۷۲۶۶                                |
| ۱۱۰  | ترکمنستان                                      | ۳۷۳۶                 | ۴۸۸۱۰۰               | ۰٫۰۰۷۶۵۴۲                                |
| ۱۱۱  | زامبیا                                         | ۵۶۶۷                 | ۷۵۲۶۱۲               | ۰٫۰۰۷۵۲۹۸                                |
| ۱۱۲  | سودان جنوبی                                    | ۴۷۹۷                 | ۶۴۴۳۲۹               | ۰٫۰۰۷۴۴۵۰                                |
| ۱۱۳  | جمهوری دومینیکن                                | ۳۶۰                  | ۴۸۶۷۱                | ۰٫۰۰۷۳۹۶۶                                |
| ۱۱۴  | پاناما                                         | ۵۵۵                  | ۷۵۴۱۷                | ۰٫۰۰۷۳۵۹۱                                |
| ۱۱۵  | بوتسوانا                                       | ۴۰۱۵                 | ۵۸۲۰۰۰               | ۰٫۰۰۶۸۹۸۶                                |
| ۱۱۶  | ایتالیا                                        | ۱۹۳۲                 | ۳۰۱۳۳۶               | ۰٫۰۰۶۴۱۱۴                                |
| ۱۱۷  | بولیوی                                         | ۶۷۴۳                 | ۱۰۹۸۵۸۱              | ۰٫۰۰۶۱۳۷۹                                |
| ۱۱۸  | کنیا                                           | ۳۴۷۷                 | ۵۸۰۳۶۷               | ۰٫۰۰۵۹۹۱۰                                |
| ۱۱۹  | مالی                                           | ۷۲۴۳                 | ۱۲۴۰۱۹۲              | ۰٫۰۰۵۸۴۰۲                                |
| ۱۲۰  | موزامبیک                                       | ۴۵۷۱                 | ۸۰۱۵۹۰               | ۰٫۰۰۵۷۰۲۴                                |
| ۱۲۱  | ونزوئلا                                        | ۴۹۹۳                 | ۹۱۲۰۵۰               | ۰٫۰۰۵۴۷۴۵                                |
| ۱۲۲  | کلمبیا                                         | ۶۰۰۴                 | ۱۱۴۱۷۴۸              | ۰٫۰۰۵۲۵۸۶                                |
| ۱۲۳  | مغولستان                                       | ۸۲۲۰                 | ۱۵۶۴۱۱۰              | ۰٫۰۰۵۲۵۵۴                                |
| ۱۲۴  | فرانسه                                         | ۲۸۸۹                 | ۵۵۱۵۰۰               | ۰٫۰۰۵۲۳۸۴                                |
| ۱۲۵  | قطر                                            | ۶۰                   | ۱۱۵۸۶                | ۰٫۰۰۵۱۷۸۷                                |
| ۱۲۶  | ایرلند                                         | ۳۶۰                  | ۷۰۲۷۳                | ۰٫۰۰۵۱۲۲۹                                |
| ۱۲۷  | سوئد                                           | ۲۲۳۳                 | ۴۵۰۲۹۵               | ۰٫۰۰۴۹۵۹۰                                |
| ۱۲۸  | موریتانی                                       | ۵۰۷۴                 | ۱۰۲۵۵۲۰              | ۰٫۰۰۴۹۴۷۷                                |
| ۱۲۹  | اتیوپی                                         | ۵۳۲۸                 | ۱۱۰۴۳۰۰              | ۰٫۰۰۴۸۲۴۸                                |
| ۱۳۰  | نامیبیا                                        | ۳۹۳۶                 | ۸۲۴۲۶۸               | ۰٫۰۰۴۷۷۵۱                                |
| ۱۳۱  | چاد                                            | ۵۹۶۸                 | ۱۲۸۴۰۰۰              | ۰٫۰۰۴۶۴۸۰                                |
| ۱۳۲  | کنگو کینشاسا                                   | ۱۰۷۳۰                | ۲۳۴۴۸۵۸              | ۰٫۰۰۴۵۷۶۰                                |
| ۱۳۳  | مراکش                                          | ۲۰۱۸                 | ۴۴۶۵۵۰               | ۰٫۰۰۴۵۱۹۱                                |
| ۱۳۴  | نیجر                                           | ۵۶۹۷                 | ۱۲۶۷۰۰۰              | ۰٫۰۰۴۴۹۶۴                                |
| ۱۳۵  | هند                                            | ۱۴۱۰۳٫۱              | ۳۱۶۶۴۱۴              | ۰٫۰۰۴۴۵۴۰                                |
| ۱۳۶  | عمان                                           | ۱۳۷۴                 | ۳۰۹۵۰۰               | ۰٫۰۰۴۴۳۹۴                                |
| ۱۳۷  | قزاقستان                                       | ۱۲۰۱۲                | ۲۷۲۴۹۰۰              | ۰٫۰۰۴۴۰۸۲                                |
| ۱۳۸  | نیجریه                                         | ۴۰۴۷                 | ۹۲۳۷۶۸               | ۰٫۰۰۴۳۸۱۰                                |
| ۱۳۹  | پرو                                            | ۵۵۳۶                 | ۱۲۸۵۲۱۶              | ۰٫۰۰۴۳۰۷۴                                |
| ۱۴۰  | آنگولا                                         | ۵۱۹۸                 | ۱۲۴۶۷۰۰              | ۰٫۰۰۴۱۶۹۴                                |
| ۱۴۱  | تانزانیا                                       | ۳۸۶۱                 | ۹۴۵۰۸۷               | ۰٫۰۰۴۰۸۵۳                                |
| ۱۴۲  | آفریقای جنوبی                                  | ۴۸۶۲                 | ۱۲۲۱۰۳۷              | ۰٫۰۰۳۹۸۱۹                                |
| ۱۴۳  | اسپانیا                                        | ۱۹۱۸                 | ۵۰۵۹۹۲               | ۰٫۰۰۳۷۹۰۶                                |
| ۱۴۴  | سومالی                                         | ۲۳۴۰                 | ۶۳۷۶۵۷               | ۰٫۰۰۳۶۶۹۷                                |
| ۱۴۵  | سودان                                          | ۶۷۶۴                 | ۱۸۶۱۴۸۴              | ۰٫۰۰۳۶۳۳۷                                |
| ۱۴۶  | آرژانتین                                       | ۹۶۶۵                 | ۲۷۸۰۴۰۰              | ۰٫۰۰۳۴۷۶۱                                |
| ۱۴۷  | ترکیه                                          | ۲۶۴۸                 | ۷۸۳۵۶۲               | ۰٫۰۰۳۳۷۹۴                                |
| ۱۴۸  | یمن                                            | ۱۷۴۶                 | ۵۲۷۹۶۸               | ۰٫۰۰۳۳۰۷۰                                |
| ۱۴۹  | ایران                                          | ۵۴۴۰                 | ۱۶۴۸۱۹۵              | ۰٫۰۰۳۳۰۰۶                                |
| ۱۵۰  | الجزایر                                        | ۶۳۴۳                 | ۲۳۸۱۷۴۱              | ۰٫۰۰۲۶۶۳۲                                |
| ۱۵۱  | مصر                                            | ۲۶۶۵                 | ۱۰۰۲۰۰۰              | ۰٫۰۰۲۶۵۹۷                                |
| ۱۵۲  | لیبی                                           | ۴۳۴۸                 | ۱۷۵۹۵۴۰              | ۰٫۰۰۲۴۷۱۱                                |
| ۱۵۳  | کره جنوبی                                      | ۲۳۸                  | ۹۹۸۲۸                | ۰٫۰۰۲۳۸۴۱                                |
| ۱۵۴  | چین                                            | ۲۲۱۴۷                | ۹۵۹۶۹۶۱              | ۰٫۰۰۲۳۰۷۷                                |
| ۱۵۵  | مکزیک                                          | ۴۳۵۳                 | ۱۹۶۴۳۷۵              | ۰٫۰۰۲۲۱۶۰                                |
| ۱۵۶  | عربستان سعودی                                  | ۴۴۳۱                 | ۲۱۴۹۶۹۰              | ۰٫۰۰۲۰۶۱۲                                |
| ۱۵۷  | پاپوا گینه نو                                  | ۸۲۰                  | ۴۶۲۸۴۰               | ۰٫۰۰۱۷۷۱۷                                |
| ۱۵۸  | برزیل                                          | ۱۴۶۹۱                | ۸۵۱۴۸۷۷              | ۰٫۰۰۱۷۲۵۳                                |
| ۱۵۹  | دانمارک                                        | ۶۸                   | ۴۳۰۹۴                | ۰٫۰۰۱۵۷۷۹                                |
| ۱۶۰  | صحرای غربی                                     | ۴۰۴                  | ۲۶۶۰۰۰               | ۰٫۰۰۱۵۱۸۸                                |
| ۱۶۱  | بریتانیا                                       | ۳۶۰                  | ۲۴۲۹۰۰               | ۰٫۰۰۱۴۸۲۱                                |
| ۱۶۲  | اندونزی                                        | ۲۸۳۰                 | ۱۹۱۰۹۳۱              | ۰٫۰۰۱۴۸۱۰                                |
| ۱۶۳  | ایالات متحده آمریکا                            | ۱۲۰۳۴                | ۹۵۲۶۴۶۸              | ۰٫۰۰۱۲۶۳۲                                |
| ۱۶۴  | روسیه                                          | ۲۰۰۱۷                | ۱۷۰۹۸۲۴۲             | ۰٫۰۰۱۱۷۰۷                                |
| ۱۶۵  | کانادا                                         | ۸۸۹۳                 | ۹۹۸۴۶۷۰              | ۰٫۰۰۰۸۹۰۷                                |
| ۱۶۶  | سری لانکا                                      | ۰٫۱                  | ۶۵۶۱۰                | ۰٫۰۰۰۰۰۱۵                                |
| ۱۶۷  | ساموآی آمریکا (ایالات متحده آمریکا)            | ۰                    | ۱۹۹                  | ۰                                        |
| ۱۶۸  | آنگویلا (بریتانیا)                             | ۰                    | ۹۱                   | ۰                                        |
| ۱۶۹  | آنتیگوا و باربودا                              | ۰                    | ۴۴۲                  | ۰                                        |
| ۱۷۰  | آروبا (هلند)                                   | ۰                    | ۱۸۰                  | ۰                                        |
| ۱۷۱  | استرالیا                                       | ۰                    | ۷۶۹۲۰۲۴              | ۰                                        |
| ۱۷۲  | باهاما                                         | ۰                    | ۱۳۹۴۳                | ۰                                        |
| ۱۷۳  | بحرین                                          | ۰                    | ۷۶۵                  | ۰                                        |
| ۱۷۴  | باربادوس                                       | ۰                    | ۴۳۰                  | ۰                                        |
| ۱۷۵  | برمودا (بریتانیا)                              | ۰                    | ۵۴                   | ۰                                        |
| ۱۷۶  | جزیره بووه (نروژ)                              | ۰                    | ۴۹                   | ۰                                        |
| ۱۷۷  | قلمرو بریتانیا در اقیانوس هند (بریتانیا)       | ۰                    | ۶۰                   | ۰                                        |
| ۱۷۸  | جزایر ویرجین بریتانیا (بریتانیا)               | ۰                    | ۱۵۱                  | ۰                                        |
| ۱۷۹  | کیپ ورد                                        | ۰                    | ۴۰۳۳                 | ۰                                        |
| ۱۸۰  | جزایر کیمن (بریتانیا)                          | ۰                    | ۲۶۴                  | ۰                                        |
| ۱۸۱  | جزیره کریسمس (استرالیا)                        | ۰                    | ۱۳۵                  | ۰                                        |
| ۱۸۲  | جزایر کوکوس (استرالیا)                         | ۰                    | ۱۴                   | ۰                                        |
| ۱۸۳  | اتحاد قمر                                      | ۰                    | ۱۸۶۲                 | ۰                                        |
| ۱۸۴  | جزایر کوک                                      | ۰                    | ۲۳۶                  | ۰                                        |
| ۱۸۵  | کوبا                                           | ۰                    | ۱۰۹۸۸۶               | ۰                                        |
| ۱۸۶  | کوراسائو (هلند)                                | ۰                    | ۴۴۴                  | ۰                                        |
| ۱۸۷  | دومینیکا                                       | ۰                    | ۷۵۱                  | ۰                                        |
| ۱۸۸  | جزایر فالکلند (بریتانیا)                       | ۰                    | ۱۲۱۷۳                | ۰                                        |
| ۱۸۹  | جزایر فارو (دانمارک)                           | ۰                    | ۱۳۹۳                 | ۰                                        |
| ۱۹۰  | میکرونزی                                       | ۰                    | ۷۰۲                  | ۰                                        |
| ۱۹۱  | فیجی                                           | ۰                    | ۱۸۲۷۲                | ۰                                        |
| ۱۹۲  | پلی‌نزی فرانسه (فرانسه)                         | ۰                    | ۴۰۰۰                 | ۰                                        |
| ۱۹۳  | سرزمین‌های جنوبی و جنوبگانی فرانسه (فرانسه)     | ۰                    | ۷۷۴۷                 | ۰                                        |
| ۱۹۴  | گرینلند (دانمارک)                              | ۰                    | ۲۱۶۶۰۸۶              | ۰                                        |
| ۱۹۵  | گرنادا                                         | ۰                    | ۳۴۴                  | ۰                                        |
| ۱۹۶  | گوادلوپ (فرانسه)                               | ۰                    | ۱۶۳۰                 | ۰                                        |
| ۱۹۷  | گوآم (ایالات متحده آمریکا)                     | ۰                    | ۵۴۹                  | ۰                                        |
| ۱۹۸  | گرنزی (بریتانیا)                               | ۰                    | ۷۸                   | ۰                                        |
| ۱۹۹  | جزیره هرد و جزایر مک‌دونالد (استرالیا)          | ۰                    | ۴۱۲                  | ۰                                        |
| ۲۰۰  | ایسلند                                         | ۰                    | ۱۰۳۰۰۰               | ۰                                        |
| ۲۰۱  | جزیره من (بریتانیا)                            | ۰                    | ۵۷۲                  | ۰                                        |
| ۲۰۲  | جامائیکا                                       | ۰                    | ۱۰۹۹۱                | ۰                                        |
| ۲۰۳  | ژاپن                                           | ۰                    | ۳۷۷۹۳۰               | ۰                                        |
| ۲۰۴  | جرزی (بریتانیا)                                | ۰                    | ۱۱۶                  | ۰                                        |
| ۲۰۵  | کیریباتی                                       | ۰                    | ۸۱۱                  | ۰                                        |
| ۲۰۶  | ماداگاسکار                                     | ۰                    | ۵۸۷۰۴۱               | ۰                                        |
| ۲۰۷  | مالدیو                                         | ۰                    | ۳۰۰                  | ۰                                        |
| ۲۰۸  | مالت                                           | ۰                    | ۳۱۶                  | ۰                                        |
| ۲۰۹  | جزایر مارشال                                   | ۰                    | ۱۸۱                  | ۰                                        |
| ۲۱۰  | مارتینیک (فرانسه)                              | ۰                    | ۱۱۲۸                 | ۰                                        |
| ۲۱۱  | موریس                                          | ۰                    | ۲۰۴۰                 | ۰                                        |
| ۲۱۲  | مایوت (فرانس)                                  | ۰                    | ۳۷۴                  | ۰                                        |
| ۲۱۳  | مونتسرات (بریتانیا)                            | ۰                    | ۱۰۲                  | ۰                                        |
| ۲۱۴  | نائورو                                         | ۰                    | ۲۱                   | ۰                                        |
| ۲۱۵  | کالدونیای جدید (فرانسه)                        | ۰                    | ۱۸۵۷۵                | ۰                                        |
| ۲۱۶  | نیوزیلند                                       | ۰                    | ۲۷۰۴۶۷               | ۰                                        |
| ۲۱۷  | نیووی (نیوزیلند)                               | ۰                    | ۲۶۰                  | ۰                                        |
| ۲۱۸  | جزیره نورفک (استرالیا)                         | ۰                    | ۳۶                   | ۰                                        |
| ۲۱۹  | جزایر ماریانای شمالی (ایالات متحده آمریکا)     | ۰                    | ۴۶۴                  | ۰                                        |
| ۲۲۰  | پالائو                                         | ۰                    | ۴۵۹                  | ۰                                        |
| ۲۲۱  | فیلیپین                                        | ۰                    | ۳۰۰۰۰۰               | ۰                                        |
| ۲۲۲  | جزایر پیت‌کرن (بریتانیا)                        | ۰                    | ۴۷                   | ۰                                        |
| ۲۲۳  | پورتوریکو (ایالات متحده آمریکا)                | ۰                    | ۸۸۷۰                 | ۰                                        |
| ۲۲۴  | رئونیون (فرانسه)                               | ۰                    | ۲۵۱۳                 | ۰                                        |
| ۲۲۵  | سن بارتلمی (فرانسه)                            | ۰                    | ۲۱                   | ۰                                        |
| ۲۲۶  | سنت هلن (بریتانیا)                             | ۰                    | ۳۰۸                  | ۰                                        |
| ۲۲۷  | سنت کیتس و نویس                                | ۰                    | ۲۶۱                  | ۰                                        |
| ۲۲۸  | سنت لوسیا                                      | ۰                    | ۶۱۶                  | ۰                                        |
| ۲۲۹  | سن-پیر و میکلون (فرانسه)                       | ۰                    | ۲۴۲                  | ۰                                        |
| ۲۳۰  | سنت وینسنت و گرنادین‌ها                         | ۰                    | ۳۸۹                  | ۰                                        |
| ۲۳۱  | ساموآ                                          | ۰                    | ۲۸۴۲                 | ۰                                        |
| ۲۳۲  | سائوتومه و پرنسیپ                              | ۰                    | ۹۶۴                  | ۰                                        |
| ۲۳۳  | سیشل                                           | ۰                    | ۴۵۲                  | ۰                                        |
| ۲۳۴  | سنگاپور                                        | ۰                    | ۷۱۰                  | ۰                                        |
| ۲۳۵  | جزایر سلیمان                                   | ۰                    | ۲۸۸۹۶                | ۰                                        |
| ۲۳۶  | جزایر جورجیای جنوبی و ساندویچ جنوبی (بریتانیا) | ۰                    | ۳۹۰۳                 | ۰                                        |
| ۲۳۷  | سوالبار (نروژ)                                 | ۰                    | ۶۲۰۴۵                | ۰                                        |
| ۲۳۸  | تایوان                                         | ۰                    | ۳۶۱۹۳                | ۰                                        |
| ۲۳۹  | توکلائو (نیوزیلند)                             | ۰                    | ۱۲                   | ۰                                        |
| ۲۴۰  | تونگا                                          | ۰                    | ۷۴۷                  | ۰                                        |
| ۲۴۱  | ترینیداد و توباگو                              | ۰                    | ۵۱۳۰                 | ۰                                        |
| ۲۴۲  | جزایر تورکس و کایکوس (بریتانیا)                | ۰                    | ۹۴۸                  | ۰                                        |
| ۲۴۳  | تووالو                                         | ۰                    | ۲۶                   | ۰                                        |
| ۲۴۴  | جزایر ویرجین آمریکا (ایالات متحده آمریکا)      | ۰                    | ۳۴۷                  | ۰                                        |
| ۲۴۵  | وانواتو                                        | ۰                    | ۱۲۱۸۹                | ۰                                        |
| ۲۴۶  | والیس و فوتونا (فرانسه)                        | ۰                    | ۱۴۲                  | ۰                                        |